# Solaris Valletta
De Solaris Valletta is een low entry-autobus geproduceerd door de Poolse busfabrikant Solaris. De officiële benaming is Solaris Urbino 11.001, echter omdat dit type bus qua uiterlijk afwijkt van de Solaris Urbino is de naam Valletta gekozen. De bus werd in 2002 geïntroduceerd als streekbus en in 2007 werd een streekbus voor langere afstanden-variant geïntronduceerd.
Als opvolger voor de Valletta kwam in 2009 de Solaris InterUrbino.

## Inzet
De bus komt niet voor in Nederland, maar in Malta en in Polen rijden enkele modellen rond.
| Land  | Bedrijf    | Type                             | Serie | Aantal | Inzet   | Opmerking |
| ----- | ---------- | -------------------------------- | ----- | ------ | ------- | --------- |
| Malta | ATP        | Streekbus                        | ??    | 3      | Ħamrun  |           |
| Polen | Marco Polo | Streekbus voor langere afstanden | ??    | 1      | Wrocław |           |

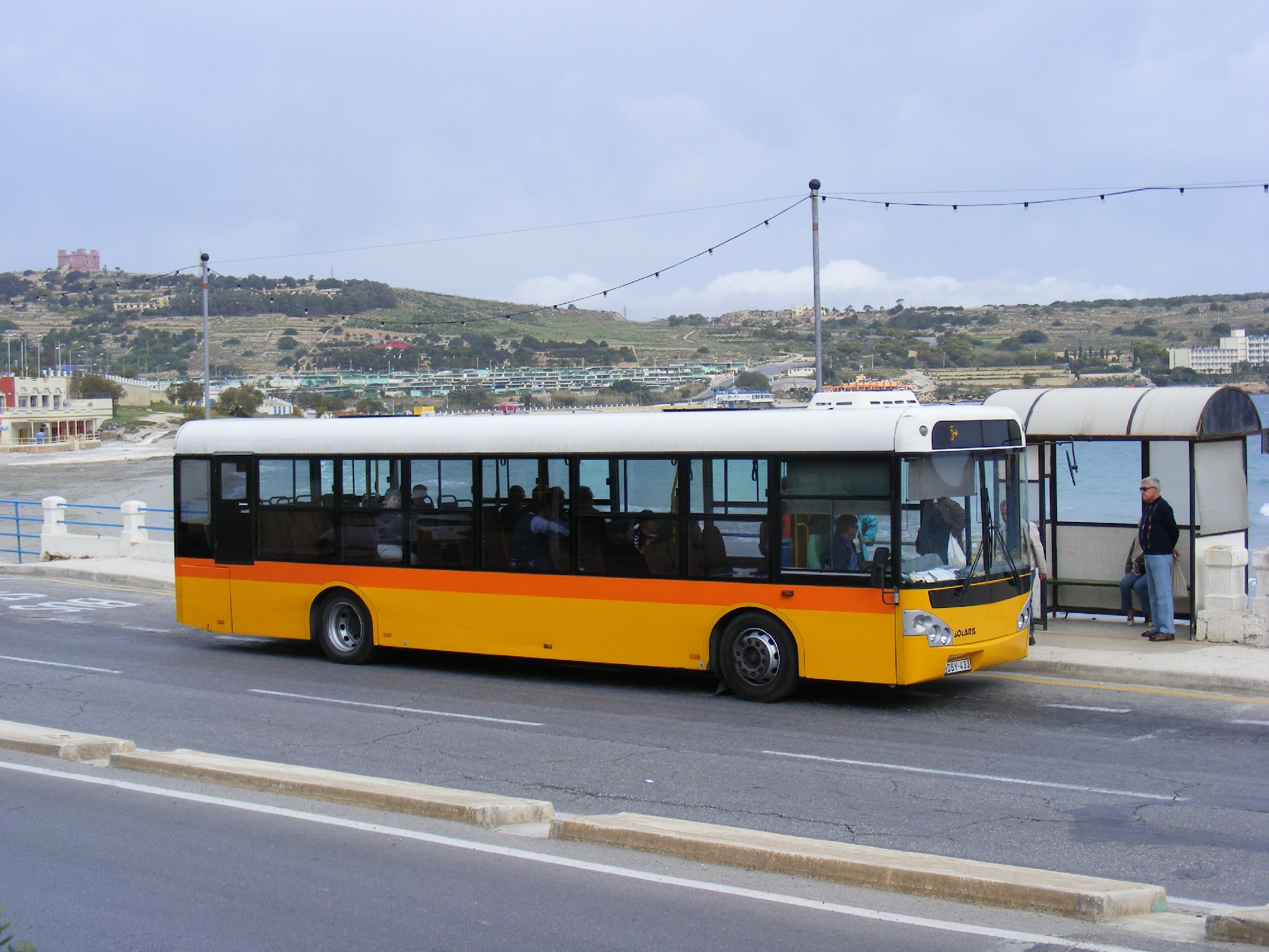
Solaris Valletta, Malta
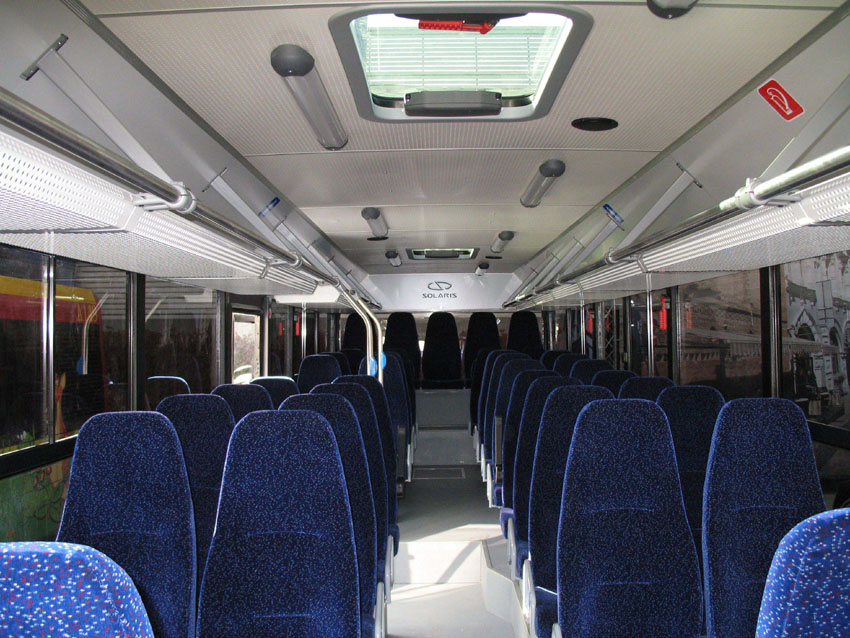
Interieur van de Solaris Valletta